# Heterothops dissimilis
Heterothops dissimilis är en skalbaggsart som först beskrevs av Johann Ludwig Christian Gravenhorst 1802.  Heterothops dissimilis ingår i släktet Heterothops, och familjen kortvingar. Arten är reproducerande i Sverige.